# 走失的主人
走失的主人是左小祖咒的专辑，首版发行于1998年，再版发行于2009年。

## 专辑简介
1998年左小祖咒制作了NO乐队首张专辑《走失的主人》，专辑中收录了左小祖咒1993年至1996年所创作的歌曲。

## 专辑目录
1. 走失的主人
2. 正宗
3. 新长安
4. 阿丝玛
5. 让我再见一次大夫
6. 关河令
7. 勋章之梦
8. 六枝花
9. 媚笑阳台

## 所获奖项
| 奖项                                   | 作品           |
| -------------------------------------- | -------------- |
| 《通俗歌曲Rock》1998年度最佳华语唱片   | 《走失的主人》 |
| 《音像世界》年度最佳华语唱片           | 《走失的主人》 |
| 《音乐天堂》年度最佳华语唱片           | 《走失的主人》 |
| 中国流行音乐奖20年10大摇滚唱片         | 《走失的主人》 |
| 上海音乐电台“中国原创音乐排行榜”第九名 | 《正宗》       |
| 1999年度十大单曲第二名                 | 《正宗》       |